# سیارک ۹۰۹۱۸
سیارک ۹۰۹۱۸ (به انگلیسی: 90918 Jasinski، نامگذاری:1997PF1) نود هزار و نهصد و هجدهمین سیارک کشف شده‌است که در ۲ اوت ۱۹۹۷ کشف شد.